# Ti3
Ti3 - parowóz towarowy produkowany w latach 1903-1904 dla kolei pruskich z oznaczeniem G54
Zbudowano ogółem 206 egzemplarzy, zaś na kolejach polskich znalazło się 16 parowozów oznaczonych Ti3. Część przebudowano na parowozy opancerzone do prowadzenia pociągów pancernych Wojska Polskiego.
Dane techniczne parowozu pancernego:
- Pancerz
  - Grubość: 8 – 20 mm
  - Masa: 13 t
- Wyposażenie:
  - Wieżyczka dowódcy i obserwacyjna na tendrze
    - na tenderze, zapas węgla na 80 km i wody na 300 km

  - Radiostacja krótkiego zasięgu RKB/C do łączności z drezynami pancernymi
  - Telefon do łączności z wagonami
- prędkość: 65 km/h bez składu, ze składem (3 wagony), 45 km/h
- Wysokość razem z masztami radiostacji wynosiła 4 700 mm